# C3H3Cl3O2
化学式C3H3Cl3O2（摩尔质量：177.405 g/mol）有多个同分异构体：
- 三氯乙酸甲酯，CAS号：598-99-2
- 3,3,3-三氯丙酸，Pubchem CID：14389524

|  | 这个同类索引页列出了具有相同分子式的化学物（即同分異構體）条目。 除非您是有意链接至本页，否则应将相应条目的内部链接指向正确的条目。 |